# Union nautique marseillaise
L'Union nautique marseillaise est un club de voile du Vieux-Port de Marseille fondé en 1882.

## Histoire
Fondé en 1882, c'est le dixième plus ancien club de voile français, situé sur le Vieux Port de Marseille. Le club a déménagé plusieurs fois pour suivre l’évolution des aménagements du port et du centre ville.

## Activités
Les activités de l'UNM sont diverses mais l'organisation de régates en est sans doute la principale.  Le président du club est président d'honneur du comité d'organisation des voiles du vieux port, régates regroupant d'anciens voiliers de prestiges.